# Glitch (serie de televisión de Australia)
Glitch es un drama de televisión australiano transmitido desde el 9 de julio de 2015 por medio de la cadena ABC1. La serie transcurrió en la ciudad ficticia de Yoorana (Victoria).
El 26 de octubre de 2015, la cadena ABC renovó la serie por una segunda temporada, la cual se estrenó el 17 de septiembre del 2017 y posteriormente en Netflix. El 25 de agosto de 2019 se estrenó, por la misma cadena, la temporada 3.

## Historia
James Hayes (Patrick Brammall), un oficial de policía de un pequeño y misterioso pueblo, es llamado para acudir al cementerio local una noche debido a que siete personas fallecidas, Kate Willis, Carlo Nico, Paddy Fitzgerald, Charlie Thompson, Maria Massola, John Doe y Kirstie Darrow, aparecen sorpresivamente vivas y en perfectas condiciones como por arte de magia. Las personas no tienen memoria ni recuerdan su verdadera identidad (salvo una, Kate, quien tiene vagos recuerdos del pasado, incluso de la manera en que murió), pero están determinadas a descubrir quiénes son y qué les sucedió.
James, el protagonista principal, reconoce a Kate, su esposa quien había muerto dos años atrás. La doctora local Elishia McKeller (Genevieve O'Reilly), será la otra persona que luchará para protegerlos, manteniendo siempre el caso oculto de sus compañeros, familia y el pueblo.
Aparentemente las seis personas estarían vinculadas de alguna manera y el misterio girará en torno a saber cuando comenzará la búsqueda de la persona que sabe la verdad acerca de cómo y por qué han regresado a la vida.

## Personajes

### Personajes principales
| Actor              | Personaje                    | Ocupación                 | Episodios | Duración        |
| ------------------ | ---------------------------- | ------------------------- | --------- | --------------- |
| Patrick Brammall   | James Hayes                  | sargento de la policía    | 18        | 2015 - presente |
| Emma Booth         | Kate Willis                  | primera esposa de James   | 18        | 2015 - presente |
| Genevieve O'Reilly | Elishia McKeller             | doctora                   | 12        | 2015 - 2017     |
| Rodger Corser      | John Doe                     | ladrón                    | 18        | 2015 - presente |
| Ned Dennehy        | Paddy Fitzgerald (1812-1864) | primer alcalde de Yoorana | 12        | 2015 - 2017     |
| Sean Keenan        | Charlie Thompson             | soldado                   | 18        | 2015 - presente |
| Emily Barclay      | Sarah Hayes                  | Actual esposa de James    | 12        | 2015 - 2017     |
| Hannah Monson      | 'Kirstie Darrow              | Joven del Pueblo          | 18        | 2015 - presente |
| Aaron L. McGrath   | Beau Cooper                  | -                         | 12        | 2015 - presente |
| Luke Arnold        | Owen Nilsson                 | -                         | 10        | 2017 - presente |
| Rob Collins        | Phil                         | -                         | 12        | 2017 - presente |
| Pernilla August    | Nicola Heysen                | Investigadora             | 6         | 2017            |

### Personajes recurrentes
| Actor            | Personaje        | Ocupación          | N.º de episodios | Duración        |
| ---------------- | ---------------- | ------------------ | ---------------- | --------------- |
| John Leary       | Chris Rennox     | -                  | 18               | 2015 - presente |
| Andrew McFarlane | Vic Eastley      | oficial de policía | 8                | 2015 - 2017     |
| Lisa Flanagan    | Kath             | -                  | 8                | 2015 - presente |
| Tessa Rose       | Sharon           | -                  | 7                | 2015 - presente |
| Leila Gurruwiwi  | Kalinda          | -                  | 5                | 2015 - 2017     |
| Anni Finsterer   | Caroline Eastley | -                  | 2                | 2015 - 2017     |

### Antiguos personajes principales
| Actor             | Personaje     | Ocupación | Episodios | Duración |
| ----------------- | ------------- | --------- | --------- | -------- |
| Daniela Farinacci | María Massola | profesora | 5         | 2015     |

### Antiguos personajes secundarios
| Actor              | Personaje       | Ocupación | Episodios | Duración |
| ------------------ | --------------- | --------- | --------- | -------- |
| Jacob Collins-Levy | Rory Fitzgerald | -         | 3         | 2015     |
| Gerard Kennedy     | León Massola    | -         | 2         | 2015     |
| Alison Whyte       | Lucy Fitzgerald | -         | 2         | 2015     |
| James Monarski     | Carlo Nico      | -         | 1         | 2015     |

## Episodios
La primera temporada de la serie estuvo conformada por 6 episodios.
- S1 E1: The risen
- S1 E2: Am I in hell?
- S1 E3: Miracle of punishment
- S1 E4: There is no justice
- S1 E5: The impossible triangle
- S1 E6: There must be rules

La segunda temporada de la serie estuvo conformada por 6 episodios.
- S2 E1: The rare bird
- S2 E2: Two truths
- S2 E3: All two human
- S2 E4: A duty of care
- S2 E5: The walking wounded
- S2 E6: The letter

La tercera temporada de la serie estuvo conformada por 6 episodios.
- S3 E1: Mum
- S3 E2: Quintessence
- S3 E3: First times
- S3 E4: Perfectly safe
- S3 E5: The enemy
- S3 E6: What is dead may never die

## Premios y nominaciones
| Año  | Categoría                                | Premio             | Nominados (as)                         | Resultado |
| ---- | ---------------------------------------- | ------------------ | -------------------------------------- | --------- |
| 2016 | Best Television Miniseries - Original    | AWGIE Award        | Louise Fox, Kris Mrksa y Giula Sandler | Nominados |
| 2016 | Most Outstanding Drama Series            | Silver Logie Award | Glitch                                 | Ganadora  |
| 2016 | Most Outstanding Actor                   | Silver Logie Award | Patrick Brammall                       | Nominado  |
| 2016 | Most Outstanding Supporting Actress      | Silver Logie Award | Emily Barclay                          | Nominada  |
| 2016 | Most Outstanding Newcomer - Actress      | Logie Award        | Hannah Monson                          | Nominada  |
| 2016 | Best Guest or Supporting Actress – Drama | AACTA Award        | Hannah Monson                          | Nominada  |
| 2016 | Best Drama Series                        | AACTA Award        | Tony Ayres, Louise Fox y Ewan Burnett  | Ganadores |
| 2016 | Best Original Music Score in Television  | AACTA Award        | Cornel Wilczek                         | Ganador   |
| 2015 | Best Editing in a Television Drama       | ASE Award          | Mark Atkin                             | Nominado  |

## Producción
La serie fue escrita por Louise Fox, Kris Mrksa y Giula Sandler, dirigida por Emma Freeman, producida por Ewan Burnett y Louise Fox, y cuenta con la participación de los ejecutivos Tony Ayres y Debbie Lee.